# Божко, Мария Болеславовна
Мари́я Болесла́вовна Божко́ (род. 1940) — белорусская советская колхозница, депутат Верховного Совета СССР.

## Биография
Родилась 19 января 1940 года в деревне Великое Село Молодечненского района. Белоруска. По состоянию на 1974 год — беспартийная, позже вступила в КПСС. Образование среднее специальное.
В 1958—1970 годах — звеньевая кукурузоводческого звена, учётчица в колхозе, затем — учётчица, электрик в совхозе. С 1979 года — бригадир полеводческой бригады совхоза «Малиновщинский», Молодечненский район Белорусской ССР.
Депутат Совета Национальностей Верховного Совета СССР 9 созыва (1974—1979) от Молодечненского избирательного округа № 70 Белорусской ССР. Член Мандатной комиссии Совета Национальностей.
Делегат XXVII съезда КПСС (1986).
15 февраля 2019 года приняла участие в торжественном мероприятии во Дворце Республики, посвящённом празднованию 100-летия Министерства сельского хозяйства и продовольствия и чествованию передовиков агропромышленного комплекса Республики Беларусь.

## Награды
- орден «Знак Почёта»[1]
- орден Дружбы народов[1]